# May Nakabayashi

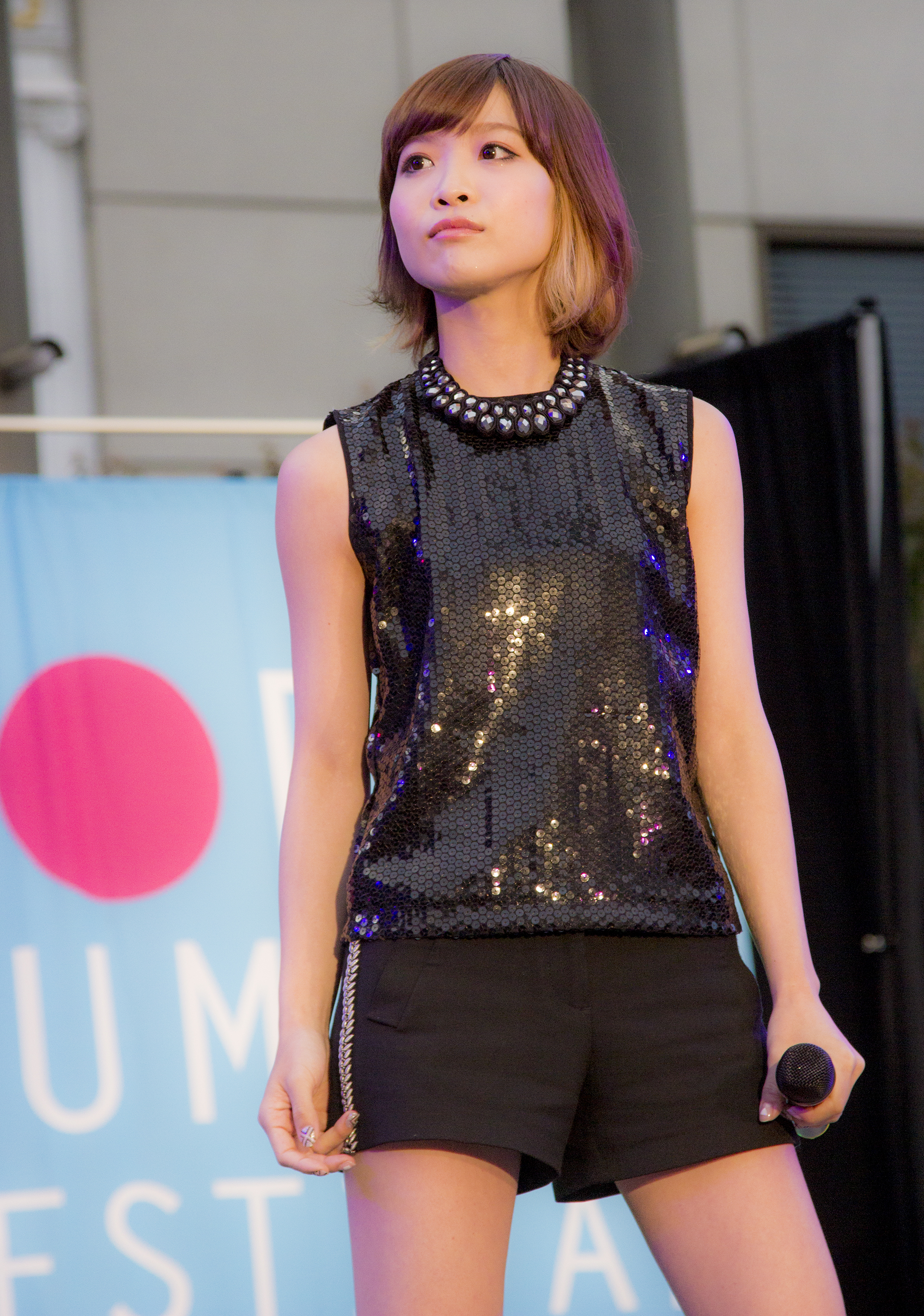
May Nakabayashi (2014)

May Nakabayashi (jap. 中林 芽依, Nakabayashi Mei; * 21. Oktober 1989), bekannt auch unter dem Namen May’n, ist eine japanische Sängerin. Außerhalb Asiens ist sie insbesondere durch ihre Interpretation der Gesangsstimme der Figur Sheryl Nome aus der Animeserie Macross Frontier bekannt. Momentan ist sie beim Label Flying Dog von Victor Entertainment unter Vertrag.

## Karriere
2003 hat sie in der Castingshow 28th Horipro - Talent Scout Caravan - Love Music - Audition (ホリプロ・タレントスカウトキャラバン・ラブミュージック・オーディション, Horipuro・Tarento Sukauto Kyaraban・Rabu Myūziku・Ōdishon) das Finale erreicht. 2005 erfolgten die ersten Singlereleases Crazy Crazy Crazy und Sympathy. 2006 folgte die 3. Single Fallin’ in or Not.
Ihren Durchbruch hatte sie jedoch erst 2007, als sie die Gesangsstimme der Charaktere Sheryl Nome aus der Animeserie Macross Frontier übernahm. Diamond Crevasse und Lion sind die daraus bekanntesten Stücke.
Bis heute ist sie nach wie vor in den japanischen Charts und auch in anderen asiatischen Ländern erfolgreich. Regelmäßig ist sie in Asien auf Tour.

## Diskografie

### Studioalben
| Jahr | Titel Musiklabel Katalog-Nr.                    | Höchstplatzierung, Gesamtwochen, AuszeichnungChartsChartplatzierungen (Jahr, Titel, Musiklabel Katalog-Nr., Platzierungen, Wochen, Auszeichnungen, Anmerkungen) | Anmerkungen                                                   |
| Jahr | Titel Musiklabel Katalog-Nr.                    | JP | Anmerkungen                                                   |
| ---- | ----------------------------------------------- | --- | ------------------------------------------------------------- |
| 2009 | Styles Victor Entertainment VTZL-11; VTCL-60190 | JP7 (10 Wo.)JP | Erstveröffentlichung: 25. November 2009 Verkäufe JP: + 36.611 |
| 2011 | If You... Victor Entertainment                  | JP7 (8 Wo.)JP | Erstveröffentlichung: 23. Februar 2011 Verkäufe JP: + 28.493  |
| 2012 | Heat Victor Entertainment                       | JP9 (9 Wo.)JP | Erstveröffentlichung: 21. März 2012 Verkäufe JP: + 19.525     |
| 2014 | New World Victor Entertainment                  | JP9 (6 Wo.)JP | Erstveröffentlichung: 29. Januar 2014 Verkäufe JP: + 15.334   |
| 2015 | Re:May’n★Act Victor Entertainment               | JP32 (2 Wo.)JP | Erstveröffentlichung: 18. Februar 2015                        |
| 2015 | Powers of Voice Victor Entertainment            | JP6 (7 Wo.)JP | Erstveröffentlichung: 26. August 2015                         |
| 2017 | Peace of Smile Victor Entertainment             | JP13 (4 Wo.)JP | Erstveröffentlichung: 18. Oktober 2017                        |
| 2019 | Yell!! Victor Entertainment                     | JP24 (2 Wo.)JP | Erstveröffentlichung: 31. Juli 2019                           |
| 2021 | Momentbook Victor Entertainment                 | JP23 (2 Wo.)JP | Erstveröffentlichung: 30. Juni 2021                           |
| 2024 | Prismverse Victor Entertainment                 | JP30 (2 Wo.)JP | Erstveröffentlichung: 14. Februar 2024                        |

### EPs
| Jahr | Titel Musiklabel Katalog-Nr.                                           | Höchstplatzierung, Gesamtwochen, AuszeichnungChartsChartplatzierungen (Jahr, Titel, Musiklabel Katalog-Nr., Platzierungen, Wochen, Auszeichnungen, Anmerkungen) | Anmerkungen                                                    |
| Jahr | Titel Musiklabel Katalog-Nr.                                           | JP | Anmerkungen                                                    |
| ---- | ---------------------------------------------------------------------- | --- | -------------------------------------------------------------- |
| 2009 | May’n☆Street (メイン☆ストリート) Victor Entertainment VTCL-60090       | JP2 (6 Wo.)JP | Erstveröffentlichung: 21. Januar 2009 Verkäufe JP: + 37.503    |
| 2009 | Universal Bunny (ユニバーサル・バニー) Victor Entertainment VTCL-60177 | JP3 (26 Wo.)JP | Erstveröffentlichung: 25. November 2009 Verkäufe JP: + 101.599 |

### Singles
| Jahr | Titel Album                                                                                                | Höchstplatzierung, Gesamtwochen, AuszeichnungChartsChartplatzierungen (Jahr, Titel, Album, Platzierungen, Wochen, Auszeichnungen, Anmerkungen) | Anmerkungen                                                              |
| Jahr | Titel Album                                                                                                | JP | Anmerkungen                                                              |
| ---- | --- | --- | ------------------------------------------------------------------------ |
| 2005 | Crazy Crazy Crazy –                                                                                        | — | Erstveröffentlichung: 27. April 2005                                     |
| 2005 | Sympathy –                                                                                                 | — | Erstveröffentlichung: 3. August 2005                                     |
| 2006 | Fallin’ in or Not –                                                                                        | JP159 (1 Wo.)JP | Erstveröffentlichung: 27. September 2006 Verkäufe JP: + 544; feat. Seamo |
| 2008 | Diamond Crevasse / Iteza☆Gogo Kuji Don’t be late (ダイアモンド クレバス / 射手座☆午後九時 Don’t be late) – | JP3 Platin (Digital) + Gold (Mobile Downloads) · (27 Wo.)JP                                                                                    | Erstveröffentlichung: 8. Mai 2008 Verkäufe JP: + 108.504                 |
| 2008 | Lion (ライオン) Raion May’n Street                                                                         | JP— ×3Dreifachplatin (Digital) + Gold (Streaming)JP                                                                                            | Erstveröffentlichung: 20. August 2008 Verkäufe JP: + 123.900             |
| 2009 | Kimi Shinitamō Koto Nakare (キミシニタモウコトナカレ) Styles                                               | JP10 (14 Wo.)JP | Erstveröffentlichung: 6. Mai 2009 Verkäufe JP: + 20.671                  |
| 2009 | Pink Monsoon Universal Bunny                                                                               | JP5 (9 Wo.)JP | Erstveröffentlichung: 21. Oktober 2009 Verkäufe JP: + 38.703             |
| 2010 | Ready Go! If You...                                                                                        | JP21 (8 Wo.)JP | Erstveröffentlichung: 28. Juli 2010 Verkäufe JP: + 13.292                |
| 2010 | Shinjitemiru If You...                                                                                     | JP14 (4 Wo.)JP | Erstveröffentlichung: 13. Oktober 2010 Verkäufe JP: + 8.513              |
| 2011 | Scarlet Ballet Heat                                                                                        | JP11 (10 Wo.)JP | Erstveröffentlichung: 11. Mai 2011 Verkäufe JP: + 22.469                 |
| 2011 | Brain Diver Heat                                                                                           | JP18 (6 Wo.)JP | Erstveröffentlichung: 2. November 2011 Verkäufe JP: + 8.320              |
| 2012 | Chase the World –                                                                                          | JP7 Gold (Digital) · (13 Wo.)JP | Erstveröffentlichung: 9. Mai 2012 Verkäufe JP: + 33.556                  |
| 2013 | Run Real Run –                                                                                             | JP20 (3 Wo.)JP | Erstveröffentlichung: 8. Mai 2013 Verkäufe JP: + 4.825                   |
| 2013 | Vivid – | JP19 (5 Wo.)JP | Erstveröffentlichung: 24. Juli 2013 Verkäufe JP: + 7.876                 |
| 2014 | Kyo ni Koiro (今日に恋色) Today in Color of Love –                                                         | JP17 (8 Wo.)JP | Erstveröffentlichung: 29. Januar 2014                                    |
| 2014 | Re:Remember –                                                                                              | JP24 (3 Wo.)JP | Erstveröffentlichung: 18. Juni 2014                                      |
| 2015 | ヤマイダレdarlin’ –                                                                                        | JP27 (4 Wo.)JP | Erstveröffentlichung: 22. Juli 2015                                      |
| 2015 | 夜明けのロゴス –                                                                                           | JP31 (4 Wo.)JP | Erstveröffentlichung: 16. Dezember 2015                                  |
| 2016 | Belief –                                                                                                   | JP33 (2 Wo.)JP | Erstveröffentlichung: 24. August 2016                                    |
| 2016 | 光ある場所へ –                                                                                             | JP49 (2 Wo.)JP | Erstveröffentlichung: 23. November 2016                                  |
| 2018 | You – | JP21 (4 Wo.)JP | Erstveröffentlichung: 7. Februar 2018                                    |
| 2018 | 天使よ故郷を聞け / Home –                                                                                  | JP41 (2 Wo.)JP | Erstveröffentlichung: 8. August 2018                                     |
| 2019 | Kiba to Tsubasa (牙と翼) Fangs and Wings –                                                                 | JP30 (2 Wo.)JP | Erstveröffentlichung: 31. Juli 2019                                      |
| 2019 | Graphite / Diamond –                                                                                       | JP18 (8 Wo.)JP | Erstveröffentlichung: 20. November 2019                                  |
| 2021 | オレンジ –                                                                                                 | JP32 (2 Wo.)JP | Erstveröffentlichung: 24. November 2021                                  |
| 2022 | あはっててっぺんっ –                                                                                       | JP30 (3 Wo.)JP | Erstveröffentlichung: 17. August 2022                                    |
| 2023 | Life Goes On –                                                                                             | JP33 (3 Wo.)JP | Erstveröffentlichung: 23. August 2023                                    |
| 2024 | ストロボ・ファンタジー –                                                                                   | JP28 (2 Wo.)JP | Erstveröffentlichung: 4. September 2024                                  |

### Videoalben
| Jahr | Titel                                                               | Höchstplatzierung, Gesamtwochen, AuszeichnungChartsChartplatzierungen (Jahr, Titel, Platzierungen, Wochen, Auszeichnungen, Anmerkungen) | Anmerkungen                            |
| Jahr | Titel                                                               | JP | Anmerkungen                            |
| ---- | ------------------------------------------------------------------- | --- | -------------------------------------- |
| 2009 | May’n☆Act                                                           | JP30 (6 Wo.)JP | Erstveröffentlichung: 25. März 2009    |
| 2010 | May’n Special Concert DVD Big☆Waaaaave!! in Nippon Budokan          | JP44 (2 Wo.)JP | Erstveröffentlichung: 26. Mai 2010     |
| 2011 | May’n Special Concert DVD Rhythm Tank!! at Nippon Budokan           | JP72 (1 Wo.)JP | Erstveröffentlichung: 2. November 2011 |
| 2012 | May’n Special Concert DVD 2012『May’n☆Go!Around!!』 at 横浜アリーナ | JP89 (1 Wo.)JP | Erstveröffentlichung: 8. August 2012   |

## Konzerte und öffentliche Auftritte

### Solokonzerte
- Januar 2009: May’n CONCERT TOUR 2009 "May’n Act": 22. Januar, Big Cat,[3] (Osaka); 23. Januar, the Bottom Line,[4] (Nagoya); 28. + 29. Januar, Akasaka BLITZ, (Tokio).
- Juli & August 2009: May'n SUMMER TOUR 2009 "LOVE & JOY": 26. Juli, Zepp (Fukuoka); 31. Juli, Zepp (Sendai); 2. August, Zepp (Sapporo); 7. August, Zepp (Osaka); 8. August, Zepp (Nagoya); 12. + 13. August, Zepp (Tokio).
- November 2009: May’n College Festival Live, 1. November Nippon Institute of Technology
- November 2009: "May’n Live & Talk" Otemae Festival, 8. November 2009
- Januar 2010: May'n Special Concert 24. Januar 2010, Nippon Budokan (Tokio) "BIG★WAAAAAVE!!"
- März 2010: May'n BIG★WAAAAAVE!! ASIA TOUR 2010: 7. März, KL Live @ 1st Floor,[5] Kuala Lumpur, Malaysia; 19. März, Hong Kong International Trade and Exhibition Centre, Kowloon, Hong Kong; 21. März, Legacy Taipei,[6] Taiwan.
- May’n Pure Live[7], Nagashima Spa Land, Mie, Japan.
- May’n SUMMER TOUR 2010 "PHONIC◆NATION":

Side A:
| Datum      | Halle                                  |
| ---------- | -------------------------------------- |
| 30. Juli   | Nagano Club Junk Box                   |
| 31. Juli   | Niigata Lots                           |
| 2. August  | Kashiwa Palooza                        |
| 4. August  | Saitama-Fukutoshin Heaven's Rock VJ-03 |
| 8. August  | Shizuoka Live House Hamamatsu Madowaku |
| 10. August | Kyoto Muse Hall                        |
| 12. August | Okayama Crazy Mama Kingdom             |
| 13. August | Hiroshima Club Quattro                 |
| 15. August | Kumamoto Drum Be-9 V1                  |
| 20. August | Yokohama Bay Hall                      |
Side B:
| Datum               | Halle        |
| ------------------- | ------------ |
| 9. September        | Zepp Fukuoka |
| 11. September       | Zepp Osaka   |
| 12. September       | Zepp Nagoya  |
| 15. September       | Zepp Sendai  |
| 17. September       | Zepp Sapporo |
| 20. + 21. September | Zepp Tokyo   |

### Konzerte mit anderen Künstlern
- 27. Juli 2008: Macross F Super-dimensional Live, Zepp (Tokio)
- 6. August 2008: Macross F Super-dimensional Live, Namba Hatch, (Osaka)
- 31. August 2008: Animelo Summer Live 2008 "Challenge", Saitama Super Arena, Präfektur Saitama
- 13. Oktober 2008: Macross F Galaxy Tour Final presented by Yōko Kanno, Pacifico Yokohama (Yokohama)
- 22. Oktober 2008: Macross F Galaxy Tour Final presented by Yōko Kanno, Osaka Kosei Nenkin Kaikan (Osaka)
- 5. November 2008: Macross F Galaxy Tour Final "We don't do this favor often", Nippon Budokan (Tokio)
- 23. November 2008: Anime Festival Asia 2008, Suntec Singapore International Convention and Exhibition Centre (Singapur)
- 21. Februar 2009: Ani-Uta (Anime Song) 2009 Kitakyūshū, Kitakyushu Media Dome (Kitakyūshū)
- 9. Mai 2009: Animax Musix, Shinagawa Stellar Ball (Tokio)
- 7. Juli 2009: Yōko Kanno and the Seatbelts "Super-dimensional Tanabata Sonic", Saitama Super Arena, Präfektur Saitama
- 22. August 2009: Animelo Summer Live 2009 "Re:Bridge"", Saitama Super Arena, Präfektur Saitama
- 17. + 18. Oktober 2009: Macross Crossover Live "A.D. 2009×45×59", Makuhari Messe (Chiba)
- 22. November 2009: Yoshiki Fukuyama & May'n concert, Anime Festival Asia 2009, Suntec Singapore International Convention and Exhibition Centre (Singapur)[8]
- 1. Dezember 2009: "Act Against AIDS" 2009 Live in Nagoya, Zepp (Nagoya)
- 13. Dezember 2009: Yoshiki Fukuyama & May'n Concert in Guangzhou, Guangdong, China
- 13. März 2010: Masami Okui Birth Live '10 "Magical Night: Sorcerer in the White Universe", Liquidroom (Tokio)
- 14. März 2010: Ani-Uta Kitakyūshū 2010, Kitakyushu Media Dome (Kitakyūshū)
- 15. + 16. Mai 2010: Animax Musix Spring 2010, JCB Hall (Tokio)
- 29. August 2010: Animelo Summer Live 2010 "evolution", Saitama Super Arena, Präfektur Saitama
- 3. November 2010: Animax Musix Fall 2010, Yokohama Arena (Yokohama)
- 14. November 2010: "Anisong Spirit Side B" concert, Anime Festival Asia 2010 at the Suntec Singapore International Convention and Exhibition Centre (Singapur)[9]
- 22. + 24. Dezember 2010: Macross F Superdimensional Super Live "Merry Christmas Without You"[10], Nippon Budokan (Tokio); World Memorial Hall, Port Island, (Kōbe)

### Auftritte außerhalb Asiens

#### Amerika
- Los Angeles – Anime Expo 2010

#### Europa
- Frankreich – Paris – Japan Expo 2011
- Deutschland – Kassel – Connichi 2011